# Tracy Morgan
Tracy Jamel Morgan (Bronx, New York, 1968. november 10. –) amerikai színész, humorista.
Hét-hét évadon át játszott a Saturday Night Live (1996–2003) és A stúdió (2006–2013) című sorozatokban, mindkettővel egy-egy Primetime Emmy-jelölést szerzett. Emellett A stúdió többi szereplőjével együtt hét egymást követő évben jelölték Screen Actors Guild-díjra legjobb szereplőgárda (vígjátéksorozat) kategóriában, ebből egy alkalommal nyertek.
Túlnyomórészt vígjátékokban szerepel, köztük a Csontdaráló (2005), a Kiscsávó (2006), a Két kopper (2010), a Haláli temetés (2010) és a Pofoncsata (2017) című filmekben. 
Szinkronhangját kölcsönözte egyebek mellett a G-Force – Rágcsávók (2009), a Rio (2011) és a Rio 2. (2014) című animációs filmekben.

## Filmográfia

### Film
| Év   | Magyar cím                | Eredeti cím                       | Szerep                           | Magyar hang           |
| ---- | ------------------------- | --------------------------------- | -------------------------------- | --------------------- |
| 1996 | Hajszál híján szeretem    | A Thin Line Between Love and Hate | csapos                           |                       |
| 1998 | Félbetépve                | Half Baked                        | V. J.                            |                       |
| 2000 | Afro TV                   | Bamboozled                        | tévés személyiség                |                       |
| 2001 | Fűre tépni szabad         | How High                          | Baseball álmok-fickó             |                       |
| 2001 |                           | WaSanGo                           | Woo Ping                         |                       |
| 2001 | Jay és Néma Bob visszavág | Jay and Silent Bob Strike Back    | Pumpkin Escobar                  | Kapácsy Miklós        |
| 2001 |                           | 30 Years to Life                  | Troy                             |                       |
| 2002 | Lökött ügynök             | Frank McKlusky, C.I.              | Reggie Rosengold                 |                       |
| 2003 | Államfőnök                | Head of State                     | húsos                            | Csík Csaba Krisztián  |
| 2005 | Csontdaráló               | The Longest Yard                  | Ms. Tucker                       | Takátsy Péter         |
| 2005 | Tor-túra                  | Are We There Yet?                 | bólogatós Satchel Paige (hangja) | Lippai László         |
| 2006 | Kiscsávó                  | Little Man                        | Percy P.                         | Szabó Győző           |
| 2006 | Pingvin-show              | Farce of the Penguins             | Marcus (hangja)                  |                       |
| 2008 | Első vasárnap             | First Sunday                      | LeeJohn                          | Csőre Gábor           |
| 2008 | Superhero Movie           | Superhero Movie                   | Xavier Professzor                | Potocsny Andor        |
| 2009 | G-Force – Rágcsávók       | G-Force                           | Judi / Blaster (hangja)          |                       |
| 2009 |                           | Deep in the Valley                | Busta Nut                        |                       |
| 2010 | Két kopper                | Cop Out                           | Paul Hodges                      | Galambos Péter        |
| 2010 | Haláli temetés            | Death at a Funeral                | Norman                           | Galambos Péter        |
| 2010 | Pancser Police            | The Other Guys                    | önmaga                           |                       |
| 2011 | Rio                       | Rio                               | Luiz (hangja)                    | Galambos Péter        |
| 2011 | Senki fia                 | The Son of No One                 | Vincent Carter                   | Seszták Szabolcs      |
| 2011 |                           | Chick Magnet                      | Tracy                            |                       |
| 2012 |                           | Why Stop Now                      | Leopold "Sprinkles" Leonard      |                       |
| 2014 | Rio 2.                    | Rio 2                             | Luiz (hangja)                    | Galambos Péter        |
| 2014 | Doboztrollok              | The Boxtrolls                     | Porci úr / Mr. Gristle (hangja)  | Scherer Péter         |
| 2014 | Az öt kedvenc             | Top Five                          | Fred                             | Bognár Tamás          |
| 2015 | Véletlenből szerelem      | Accidental Love                   | Keyshawn                         | Elek Ferenc           |
| 2015 | Másnap(os) karácsony      | The Night Before                  | narrátor / Santa Claus           | Bede-Fazekas Szabolcs |
| 2017 | Pofoncsata                | Fist Fight                        | Crawford edző                    | Törköly Levente       |
| 2017 |                           | The Clapper                       | Chris                            |                       |
| 2017 | A csillag                 | The Star                          | Felix (hangja)                   | Kerekes József        |
| 2021 | Amerikába jöttem 2.       | Coming 2 America                  | Kareem "Reem bácsi" Junson       | Törköly Levente       |

### Televízió
| Év        | Magyar cím          | Eredeti cím                  | Szerep                                  | Megjegyzések                                   |
| --------- | ------------------- | ---------------------------- | --------------------------------------- | ---------------------------------------------- |
| 1994–1996 |                     | Martin                       | Hustle Man                              | 7 epizód                                       |
| 1996–2017 | Saturday Night Live | Saturday Night Live          | több szerep                             | - 137 epizód - házigazda (2009, 2015)          |
| 2000      | Űrbalekok           | 3rd Rock from the Sun        | Tracy Morgan                            | 1 epizód                                       |
| 2002      |                     | Crank Yankers                | Spoonie Luv (hangja)                    | 1 epizód                                       |
| 2003–2004 |                     | The Tracy Morgan Show        | Tracy Mitchell                          | 18 epizód (producerként is)                    |
| 2006      | Totál frankó        | VH1's Totally Awesome        | Darnell                                 | - tévéfilm - magyar hangja: - Seszták Szabolcs |
| 2006      | Mencia világa       | Mind of Mencia               | Black Cawk kapitány                     | 1 epizód                                       |
| 2006      |                     | Where My Dogs At?            | Woof (hangja)                           | nyolc epizód                                   |
| 2006–2013 | A stúdió            | 30 Rock                      | Tracy Jordan                            | 136 epizód                                     |
| 2008      |                     | Human Giant                  | Láthatatlan ember (hangja)              | 2 epizód                                       |
| 2008–2013 |                     | Scare Tactics                | önmaga (házigazda)                      | 20 epizód                                      |
| 2011      |                     | Tracy Morgan: Black and Blue | önmaga                                  | stand-up különkiadás (vezető producer)         |
| 2014      |                     | Tracy Morgan: Bona Fide      | önmaga                                  | stand-up különkiadás (vezető producer)         |
| 2014      |                     | Mr. Pickles                  | Skids (hangja)                          | 1 epizód                                       |
| 2017      |                     | Tracy Morgan: Staying Alive  | önmaga                                  | stand-up különkiadás                           |
| 2018      |                     | The Raw Word                 | önmaga                                  | 1 epizód                                       |
| 2018      | A Simpson család    | The Simpsons                 | önmaga / vontatókocsi vezetője (hangja) | két epizód                                     |
| 2018      | Állatok             | Animals                      | Toaster (hangja)                        | 1 epizód                                       |
| 2018–     |                     | The Last O.G.                | Tray Barker                             | - főszereplő - vezető producer (10 epizód)     |

## Fontosabb díjak és jelölések
| Díj                     | Kategória                                      | Év   | Jelölt mű           | Eredmény |
| ----------------------- | ---------------------------------------------- | ---- | ------------------- | -------- |
| Primetime Emmy-díj      | legjobb férfi mellékszereplő (vígjátéksorozat) | 2009 | A stúdió            | Jelölve  |
| Primetime Emmy-díj      | legjobb vendégszínész (vígjátéksorozat)        | 2016 | Saturday Night Live | Jelölve  |
| Screen Actors Guild-díj | legjobb szereplőgárda (vígjátéksorozat)        | 2008 | A stúdió            | Jelölve  |
| Screen Actors Guild-díj | legjobb szereplőgárda (vígjátéksorozat)        | 2009 | A stúdió            | Elnyerte |
| Screen Actors Guild-díj | legjobb szereplőgárda (vígjátéksorozat)        | 2010 | A stúdió            | Jelölve  |
| Screen Actors Guild-díj | legjobb szereplőgárda (vígjátéksorozat)        | 2011 | A stúdió            | Jelölve  |
| Screen Actors Guild-díj | legjobb szereplőgárda (vígjátéksorozat)        | 2012 | A stúdió            | Jelölve  |
| Screen Actors Guild-díj | legjobb szereplőgárda (vígjátéksorozat)        | 2013 | A stúdió            | Jelölve  |
| Screen Actors Guild-díj | legjobb szereplőgárda (vígjátéksorozat)        | 2014 | A stúdió            | Jelölve  |

## Fordítás
- Ez a szócikk részben vagy egészben  a   Tracy Morgan című angol Wikipédia-szócikk ezen változatának fordításán alapul.  Az eredeti cikk szerkesztőit annak laptörténete sorolja fel. Ez a jelzés csupán a megfogalmazás eredetét és a szerzői jogokat jelzi, nem szolgál a cikkben szereplő információk forrásmegjelöléseként.